# Congreso Internacional de Turismo Gastronómico FoodTrex
El Congreso Internacional de Turismo Gastronómico FoodTrex Navarra es un evento que se celebra anualmente desde 2018 en la ciudad de Pamplona (Navarra) dedicado a la promoción del turismo gastronómico.

## Lugar de celebración
La celebración de este evento se lleva a cabo en el interior del Palacio de Congresos y Auditorio de Navarra (Baluarte), situado en el centro de la capital navarra, de forma paralela a la celebración de la Feria Internacional de Turismo de Navarra.

## Organización
El evento está organizado por Navartur en colaboración con la World Food Travel Association (WFTA). Cuenta además con el patrocinio del Gobierno de Navarra, y la colaboración especial de Reyno Gourmet, Ayuntamiento de Pamplona y la Asociación de Hostelería y Turismo de Navarra (AEHN)..

## Relevancia
A este congreso internacional acuden entidades de varias partes del mundo, especialmente de Europa, Canadá y Estados Unidos.